# Vernetzte Evolution
Vernetzte Evolution oder „retikulate Evolution“ ist ein besonderes Muster in der Evolution vieler biologischer Taxa und Gruppen. Eine evolutionäre Linie (z. B. eine Art (Biologie)) kann bei vernetzter Evolution durch Hybridisierung und Introgression, Horizontalen Gentransfer und virale Transduktion oder Endosymbiose (siehe Endosymbiontentheorie) entstehen. Die Verwandtschaftsverhältnisse zwischen den so entstandenen Arten oder höheren Taxa lassen sich daher nicht als einfaches, sich stets gabelndes Kladogramm darstellen. Vielmehr entsprechen die Verwandtschaftsverhältnisse einem Netz aus evolutionären Linien. Eine evolutionäre Linie hat dabei häufig mehrere Elternarten auf die sie zurückgeht. Arten-Gruppen mit retikulater Evolution sind taxonomisch schwierig zu fassen, da häufig Übergangsformen und eine ausgeprägte geographische Variation auftreten.
Ein Beispiel sind die Artbildungsprozesse bei Steinkorallen. Nach J. E. N. Veron vermischen sich verschiedene geografische Variationen, Arten und auch Gattungen im Laufe der Evolution über Jahrhunderte und Jahrtausende immer wieder neu. Da die Korallenlarven planktonisch leben, können sie durch veränderte Meeresströmungen in andere Gebiete verdriftet werden und die aus ihnen wachsenden Korallenstöcke werden sich dann mit den dort endemischen Korallen vermischen. Eine genetische Geschlossenheit der Arten besteht nicht, Äste des Stammbaumes können sich nicht nur verzweigen, sondern auch wieder zusammenwachsen. Die derzeit von der Wissenschaft beschriebenen Arten können sich in der Zukunft zu einer neuen Art vermischen oder auch verzweigen. Eine einzeln Art kann nur an einem konkreten Ort taxonomisch exakt bestimmt werden. Geografische Lokalformen verlieren mit wachsender Distanz ihre Identität.